# أوكساتومايد
أوكساتومايد Oxatomide هو مضاد هيستامين من الجيل الأول من صف الفينيل ببيرازين. لا يملك أي تأثيرات مضادة للكولنرجي. بالإضافة إلى أنه يعمل كمناهض لمستقبلات H1, فهو يملك فعل مضاد للسيروتونين. وهو يعد من مثبتات الخلايا البدينة.

## الجرعة
- يعطى فمويا: 30ملغ مرتين يوميا.
- يجب أن يؤخذ مع الطعام.

## مضادات الاستطباب
- الحوامل والمرضعات.
- الخدج أو حديثو الولادة.

## التأثيرات الجانبية
- تركين.
- قلة تركيز.
- إنهاك.
- دوخة.
- انخفاض ضغط الدم.
- ضعف العضلات.
- عدم تناسق.
- غثيان وقيء وإسهال أو إمساك.
- ألم شرسوفي.
- صداع.
- عدم وضوح الرؤية.
- طنين.
- الاكتئاب.
- تهيج.
- كوابيس.
- فقدان الشهية.
- احتباس البول.
- جفاف الفم.
- ضيق الصدر.
- عسر التبول ووخز.
- طفح، شرى.
- ندرة المحببات.
- فقر الدم الانحلالي.
- زيادة الشهية.
- زيادة بالوزن.
- تشنجات.
- التهاب الكبد.
- ردود فعل تأقية، وذمة وعائية: قاتلة.

## التداخلات الدوائية
- يمكن أن يزيد من تأثير مثبطات الجملة العصبية المركزية مثل الكحول والباربيتورات والمنومات والمسكنات الأفيونية ومضادات الصرع وحالات القلق.
- يمكن أن يزيد من التأثيرات المضادة للكولنرجي للأتروبين والMAO-I ومضادات الاكتئاب ثلاثية الحلقة.
- يمكن أن يقنع آثار السمية السمعية الناتجة عن الأمينوغليكوزيدات.

## المصدر
- http://www.mims.com/